# Winter-Asienspiele 2025/Teilnehmer (Afghanistan)
| Gelbes Symbol für Goldmedaillen mit stilisierten Olympischen Ringen | Graues Symbol für Silbermedaillen mit stilisierten Olympischen Ringen | Braundes Symbol für Bronzemedaillen mit stilisierten Olympischen Ringen |
| ------------------------------------------------------------------- | --------------------------------------------------------------------- | ----------------------------------------------------------------------- |
| —                                                                   | —                                                                     | —                                                                       |

Afghanistan nahm mit 3 Sportlern an den Winter-Asienspiele 2025 in Harbin teil.

## Teilnehmer nach Sportarten

### Snowboard
| Athleten            | Wettbewerbe | Qualifikation | Qualifikation | Finale        | Finale        | Rang |
| Athleten            | Wettbewerbe | Punkte        | Rang          | Punkte        | Rang          | Rang |
| ------------------- | ----------- | ------------- | ------------- | ------------- | ------------- | ---- |
| Männer              |             |               |               |               |               |      |
| Ahmad Habibzi       | Halfpipe    | 5,25          | 11            | —             | —             | 11   |
| Ahmad Habibzi       | Slopestyle  | 12,00         | 10            | ausgeschieden | ausgeschieden | 10   |
| Ahmad Hayat         | Halfpipe    | 4,25          | 12            | —             | —             | 12   |
| Nizaruddin Ali Zada | Halfpipe    | 8,75          | 10            | —             | —             | 10   |

Die Finale in der Halfpipe konnten aufgrund starken Windes nicht ausgetragen werden, stattdessen wurden die Ergebnisse der Qualifikation gewertet.